# غلام رسول الهندي
غلام رسول الهندي وهو غلام رسول البنجابي القرشي نسبًا والهندي موطنًا، من الأئمة المشهورين في العلم بمحافل بغداد الثقافية، وهو من مدرسيها المعروفين بطول الباع وخاصة مع العلوم العقلية، وتتلمذ على يد شيوخ بغداد ومنهم الشيخ يحيى الوتري، وكان مجلس الشيخ غلام رسول في جامع حبيب العجمي، وكان يحضره طلاب العلم في بغداد، ولما كان غلام غريبًا عن بغداد فلم يكن أحد يقوم بخدمته سوى تلاميذه فيتناوبون على الخدمة، ومنهم من أصبح من علماء بغداد، ومن أشهر تلاميذه الشيخ عبد الوهاب النائب، والفقيه الشاعر عباس حلمي القصاب، والشيخ نجم الدين الواعظ، والشيخ يوسف العطا، والشيخ سعيد النقشبندي، والشيخ ياسين الكيلاني، وطاهر جلبي الراضي، وغيرهم كثير.

## نشأته
نشا الشيخ غلام رسول في أسرة علمية محبة للدين ومتمسكة بشريعة الإسلام في مقاطعة بنجاب من بلاد الهند وتنحدر أسرته من أصل عربي من قبيلة قريش ومن سلالة العرب المسلمين الذين أستوطنوا بلاد الهند، ولقد تعرف على بعض علماء العراق من أهل البصرة، ثم لما قدم إلى العراق عاش بينهم مدة قصيرة وأرتحل بعدها إلى بغداد عام 1308هـ/1890م، والتف حوله العلماء لينهالوا من علمه وتقاطر على مجالسه طلبة العلم، وكان سبب هجرته من الهند إلى العراق هو نفيه من قبل السلطات البريطانية بسبب تأليبه الخصوم عليهم في بلاد الهند، ومكث في العراق حتى وفاته في 10 رجب 1330هـ/ 25 حزيران 1912م، فيكون مدة مكوثه في بغداد 22 عاماً وكان يوم قدومه في الأربعين من العمر فكانت وفاته في الستين من عمره.

## عقيدته
كان الشيخ غلام سلفي العقيدة شديد التمسك بتعاليم القرآن والسنة وهو محارب لأهل البدع والخرافة وكل ما ليس له أصل في الإسلام، ولكنه في نفس الوقت ذو زهد وتقوى يحب البساطة في العيش وحياة الكفاف وكان متواضعاً، يرعى الصغير ويحتضنهُ ويوجهه الوجهة التي تناسبه وتنمي مواهبه، ويتصرف مع الناس بحكمة ودراية، وكان الناس يألفون مجالسته وكان يتكلم الفصحى مع تلامذته والعامية من اللغة البغدادية الدارجة مع الناس.
ومن نوادر الشيخ غلام الهندي والتي تروى في شدتهِ مع تلامذته هذه الحكاية التي تنم عما كان يعتصم به الشيخ غلام الهندي من تمسك بالعقيدة الصحيحة وبعده عن الخرافات والبدع المنتشرة نتيجة الجهل، حيث علم إن أحد تلامذته يمتهن الكهانة وحرفة الرقى وكتابة الأدعية وأدعاء الغيبيات، كفتح الفال وقراءة الكف وغيرها، فلما علم به ثارت ثورته عليه وأخذتهُ الغيرة على دين الإسلام، فقال له متهكماً: (أمدد يدك يا فلان لأبايعك على النبوة لإني لم أدر أنك تعلم بالمغيبات). ثم زجرهُ زجراً شديداً وطرده من درسهِ ومحذراً أياه من سلوك طريق الدجالين والعرافين.

## وفاته
توفي غلام رسول في 10 رجب عام 1330هـ/25 حزيران 1912م، عن عمر جاوز الستين عاما وذلك في ولاية الوالي جمال باشا السفاح الذي خلف الوالي ناظم باشا على ولاية بغداد، ودفن في مقبرة الشيخ معروف الكرخي في بغداد.
وكان يوم وفاته مشهودا في تاريخ بغداد حيث شيعه ابناؤها تشيعا مهيبا دونه تشييع الملوك والرؤساء وفاء لهذا الإمام الذي خدم بغداد وأبناء بغداد وعمرها بالايمان، وساد الحزن كل بيت عرف فضله ومكانته في المجتمع البغدادي فاغلقت المتاجر والحوانيت، وهرع الجميع يودعون عالمهم واستاذهم ومربيهم وحامي حمى دينهم، واخذ أبناء جانب الكرخ من بغداد يعزي بعضهم بعضا لوفاته.